# Anna Rusticano
Anna Rusticano (Firenze, 5 novembre 1954) è una cantante italiana.

## Biografia
Si trasferisce nei primi anni settanta a Bologna per perfezionare la timbrica vocale, ed inizia a partecipare ad alcuni concorsi canori, fino ad essere notata da Walter Guertler che la mette sotto contratto per la Joker dandole la possibilità di debuttare nel 1972 con il suo primo 45 giri Con la testa piena di sogni (con il testo scritto da Giorgio Calabrese e la musica da Gino Mescoli) che però non riscuote successo, come il successivo La maniera di convincere dello stesso anno, scritto ancora da Mescoli per la parte musicale (ma da Vito Pallavicini per il testo).
L'anno successivo firma un contratto con la Fonit Cetra e incide un nuovo 45 giri, Sola, che ottiene un buon successo radiofonico, come il successivo Lui lu lui nel 1977.
L'anno seguente l'artista si fa notare per un brano che viene censurato dalla Rai (ma non dalle radio private), Fallo (con testo di Andrea Lo Vecchio e musica di Shel Shapiro), ed è costretta più volte a promuovere il lato B Certo; il disco riesce a entrare in classifica lo stesso e vi rimane per sette settimane.
Il vero e proprio successo arriva nel 1979 con un ottimo singolo scritto nuovamente da Shel Shapiro, Tutto è musica, che entra in hit parade e vi rimane per ventun settimane; la canzone a febbraio era stata proposta per la partecipazione al Festival di Sanremo, non riuscendo però a superare le selezioni preliminari.
Un altro buon piazzamento avverrà nel 1980 con il nuovo 45 giri Sto con te (23 settimane in hit parade), che ottiene ancora più successo in Germania, dove l'artista terrà in quegli anni parecchi concerti; il testo della canzone è di Valerio Negrini, paroliere dei Pooh.
Solo nel 1983, ottenuto un nuovo contratto con la Ricordi, tornerà sulle scene con un ennesimo singolo, Strano, canzone composta da Adelmo Musso e da Claudio Scotti Galletta (bassista del complesso degli Armonium) inizialmente destinata al Festival di Sanremo di quell'anno ma all'ultimo momento sostituita dal brano Il mio treno (brano composto da Claudio Natili, Fabio Anfuso, Silvio Aloisio su testo di Giancarlo Nisi e Silvio Subelli) già nel repertorio della collega Gloriana. Non a caso l'uscita del disco viene posticipata nella tarda primavera, ma la pessima promozione e distribuzione non le permetteranno, almeno in Italia, di tornare al successo, al contrario di quello che avviene nuovamente in Germania dove la canzone ottiene delle buone vendite (in Europa la cifra complessiva di copie vendute è di un milione e trecentomila ); con lo stesso brano l'artista vince il Festival di Praga.
Decide di dare una svolta alla sua carriera, iniziando a scrivere da sé le canzoni e diventando cantautrice, pubblicando nel 1986 il primo album, dal titolo Protagonista (mutando per l'occasione il cognome in Rustikano con la "k"), dove l'unico brano non suo è la cover di Poster (la celebre canzone scritta da Claudio Baglioni e Antonio Coggio); in Italia i riscontri sono scarsi, ma in Germania, Polonia, Cecoslovacchia e Ungheria ottiene vendite discrete, consentendole di tenere una serie di concerti.
Nel 1988 esce il suo secondo album 33 giri Prendimi con te, prodotto da Carlo Pennisi e realizzato con molti noti jazzisti come Maurizio Giammarco e Agostino Marangolo, che a differenza dei paesi sopracitati in Italia passerà sotto silenzio. Nonostante ciò, la cantante terrà numerosi concerti soprattutto nei Paesi dell'Est Europeo dove otterrà un notevole successo. In Cecoslovacchia e soprattutto a Praga, la Rusticano si esibirà anche in molte emittenti locali televisive ed il 33 giri ottiene ottimi consensi di vendite.
Negli anni seguenti la Rusticano si trasferisce per un certo periodo in Svizzera dove terrà numerose serate di piano-bar in locali molto raffinati, mentre in Italia si dedicherà alla conduzione di diversi programmi radiofonici ritirandosi dal difficile mercato discografico. Purtroppo nel 1993 improvvisamente scompare il marito e anche per questo motivo maturerà l'idea di abbandonare per sempre la sua attività esibendosi solo sporadicamente in qualche concerto di piazza.
Oggi vive in Toscana e da anni non esercita più la professione artistica; ha recentemente aperto un canale su youtube, Rustanna, dove sono raccolte tutte le cover da lei registrate durante delle live sessions.
Dal 2013 è disponibile in formato digitale su tutti i principali stores online il primo album della cantante, già disco di platino in Repubblica Ceca, semplicemente intitolato "Anna Rustikano"; la distribuzione è a cura della sua casa discografia ceca Supraphon.

## Discografia

### 33 giri
- 1986 - Anna Rustikano (Silver Records, LC 10001)
- 1988 - Prendimi con te (Silver Records, SR 34701)
- 2021 - A chi la do... La compilation - Volume 4 (Siglandia, SGL 2CD 026), con il brano Sto con te

### 45 giri
- 1972 - Con la testa piena di sogni/Mi sveglierò (Joker, M-7133)
- 1973 - La maniera di convincere/Sincero o no (Joker, M-7146)
- 1976 - Sola/Che ne sai del nostro amore (Fonit Cetra, SP 1627)
- 1977 - Lui lu lui/La nostra canzone (Fonit Cetra, SP 1655)
- 1978 - Fallo/Certo (Fontana Records, 6026 034)
- 1979 - Tutto è musica/Fase tre (Fontana Records, 6026 038)
- 1980 - Sto con te/Mi sveglio e mi rivoglio (Fontana Records, 6025 255)
- 1983 - Strano/Basta (Dischi Ricordi, SRL 10992)
- 1988 - Mi manchi/Vorrei (Supraphon, 11 0152-7311), pubblicato nella Repubblica Cecoslovacchia